# Чуєв Олексій Васильович
Олексій Васильович Чуєв (28 лютого 1918, село Совачово Калязінського повіту, тепер Калязінського району Тверської області, Російська Федерація — 20 листопада 1976, місто Ленінград, тепер Санкт-Петербург, Російська Федерація) — радянський діяч, новатор виробництва, токар Балтійського суднобудівного заводу імені Серго Орджонікідзе міста Ленінграда. Член ЦК КПРС у 1976 році. Депутат Верховної ради СРСР 7—9-го скликань. Двічі Герой Соціалістичної Праці (28.04.1963; 7.01.1976).

## Біографія
Народився в багатодітній родині робітника Путиловського заводу міста Петрограда. З 1928 року проживав у Ленінграді, де закінчив школу-семирічку.
У 1933 році закінчив школу фабрично-заводського учнівства (ФЗУ) при Балтійському суднобудівному заводі імені Серго Орджонікідзе міста Ленінграда. У 1933—1941 роках — токар Балтійського суднобудівного заводу імені Серго Орджонікідзе міста Ленінграда.
У 1941—1948 роках — у Червоній армії, учасник німецько-радянської війни. Закінчив школу молодших авіаційних спеціалістів ВПС Червоної армії, а потім авіаційне училище.
Член ВКП(б) з 1948 року.
У 1948—1976 роках — токар-універсал вищої кваліфікації, бригадир токарів цеху № 7 Балтійського суднобудівного заводу імені Серго Орджонікідзе міста Ленінграда.
Указом Президії Верховної Ради СРСР («закритим») від 28 квітня 1963 року за великі заслуги в справі створення і виробництва нових типів ракетного озброєння, а також атомних підводних човнів та надводних кораблів, оснащених цією зброєю, і переозброєння кораблів Військово-морського флоту Чуєву Олексію Васильовичу присвоєно звання Героя Соціалістичної Праці з врученням ордена Леніна і золотої медалі «Серп і Молот».
Понад 10 років очолював Ленінградську міську раду новаторів.
Указом Президії Верховної Ради СРСР («закритим») від 7 січня 1976 року за видатні трудові успіхи, дострокове виконання завдань дев'ятої п'ятирічки, випуск продукції відмінної якості та великий внесок в будівництво атомного криголама «Арктика» Чуєв Олексій Васильович нагороджений орденом Леніна і другою золотою медаллю «Серп і молот». Став двічі Героєм Соціалістичної Праці.
Помер 20 листопада 1976 року. Похований на Північному цвинтарі Ленінграда (Санкт-Петербурга).

## Нагороди і звання
- двічі Герой Соціалістичної Праці (28.04.1963; 7.01.1976)
- три ордени Леніна (14.05.1960; 28.04.1963; 7.01.1976)
- орден Трудового Червоного Прапора (12.05.1956)
- медалі